# Стохастичне диференціальне рівняння
Стохасти́чні диференціа́льні рівня́ння (СДР) — це диференціальні рівняння, в яких один або більше членів є стохастичним процесом, тому розв'язком СДР є випадковий (стохастичний) процес. Зазвичай, стохастичні диференціальні рівняння містять білий шум, який можна уявляти як диференціал від вінерівського процесу (іноді його ще називають Броунівським рухом), варто зазначити, що інші типи випадковості можуть мати місце в СДР, наприклад стрибкові процеси.

## Історія
У літературі традиційно перше використання СДР пов'язують із роботами з опису броунівського руху, виконаними незалежно Маріаном Смолуховським (1904) і Альбертом Ейнштейном (1905). Однак, СДР були використані трохи раніше (1900) французьким математиком Луї Башельє в його докторській дисертації «Теорія спекуляції». На основі ідей цієї роботи французький фізик Поль Ланжевен почав застосовувати СДР в роботах з фізики. Пізніше, він і російський фізик Руслан Стратонович розробили суворіше математичне обґрунтування для СДР.

## Термінологія
У фізиці СДР традиційно записують у формі рівняння Ланжевена. І часто, не зовсім точно, називають самим рівнянням Ланжевена, хоча СДУ можна записати багатьма іншими способами. СДР у формі рівняння Ланжевена складається зі звичайного нестохастичного диференціального рівняння і додаткової частини, яка описує білий шум. Друга поширена форма — рівняння Фоккера-Планка, яке є рівнянням в частинних похідних і описує еволюцію густини ймовірності в часі. Третя форма СДР частіше використовується в математиці та фінансовій математиці, вона нагадує рівняння Ланжевена, але записана з використанням стохастичних диференціалів (див. подробиці нижче).

## Стохастичне числення
Броунівський рух (мовою математики — Вінерівський процес) виявився дуже складним математичним об'єктом. Зокрема, Вінерівський процес недиференційовний, тому для маніпулювання з процесами такого типу потрібно було створення власного числення. Використовуються дві версії стохастичного обчислення — стохастичне числення Іто і стохастичне числення Стратоновича. Зазвичай, неважко переписати СДР у формі Іто в СДР у формі Стратоновича і навпаки, проте, завжди доречно уточнювати, в якій формі записано СДР.

## Існування та єдність розв'язку
Так само як і для звичайних диференціальних рівнянь, важливо знати чи має СДР розв'язки і, якщо має, чи єдиний цей розв'язк. Дамо формулювання теореми існування та єдиності для рівняння Іто. Доведення можна знайти в Øksendal (2003, § 5.2).
Нехай розв'язок набуває значень в {\displaystyle n}-вимірному евклідовому просторі {\displaystyle \mathbb {R} ^{n}} з визначеним на ньому {\displaystyle m}-вимірним випадковим процесом {\displaystyle B}, який задає броунівський рух;
Нехай {\displaystyle T>0}, і
{\displaystyle \mu :\mathbb {R} ^{n}\times [0,T]\to \mathbb {R} ^{n};}
{\displaystyle \sigma :\mathbb {R} ^{n}\times [0,T]\to \mathbb {R} ^{n\times m};}
— вимірні функції, для яких існують константи {\displaystyle C} і {\displaystyle D} такі, що
{\displaystyle {\big |}\mu (x,t){\big |}+{\big |}\sigma (x,t){\big |}\leq C{\big (}1+|x|{\big )};}
{\displaystyle {\big |}\mu (x,t)-\mu (y,t){\big |}+{\big |}\sigma (x,t)-\sigma (y,t){\big |}\leq D|x-y|;}
для всіх {\displaystyle t\in [0,T]} і всіх {\displaystyle x} і {\displaystyle y\in \mathbb {R} ^{n}}, де
{\displaystyle |\sigma |^{2}=\sum _{i,j=1}^{n}|\sigma _{ij}|^{2}.}
Нехай {\displaystyle Z} — випадкова змінна, яка не залежить від {\displaystyle \sigma }-алгебри, яка генерується процесом {\displaystyle B_{s}}, {\displaystyle s\geq 0}, і має скінченний другий момент:
{\displaystyle \mathbb {E} {\big [}|Z|^{2}{\big ]}<+\infty .}
Тоді стохастичне диференціальне рівняння при заданих початкових умовах
{\displaystyle \mathrm {d} X_{t}=\mu (X_{t},t)\,\mathrm {d} t+\sigma (X_{t},t)\,\mathrm {d} B_{t}} для {\displaystyle t\in [0,T];}
{\displaystyle \displaystyle X_{t}=Z;}
має єдиний (в сенсі «майже напевно») і {\displaystyle t}-неперервний розв'язок {\displaystyle (t,\omega )\shortmid \!\to X_{t}(\omega )}, такий, що {\displaystyle X} — адаптований до фільтрації {\displaystyle F_{t}^{Z}} процес, що генерується {\displaystyle Z} і {\displaystyle B_{s}}, {\displaystyle s\leq t}, і
{\displaystyle \mathbb {E} \left[\int \limits _{0}^{T}|X_{t}|^{2}\,\mathrm {d} t\right]<+\infty .}

## Застосування стохастичних рівнянь

### Фізика
В фізиці СДР часто записують в формі рівняння Ланжевена. Наприклад, систему СДР першого порядку можна записати в вигляді:
{\displaystyle {\dot {x}}_{i}={\frac {dx_{i}}{dt}}=f_{i}(\mathbf {x} )+\sum _{m=1}^{n}g_{i}^{m}(\mathbf {x} )\eta _{m}(t),\,}
де {\displaystyle \mathbf {x} =\{x_{i}|1\leq i\leq k\}} — набір невідомих, {\displaystyle f_{i}} і {\displaystyle g_{i}} — довільні функції, а {\displaystyle \eta _{m}} — випадкові функції залежні від часу, їх часто називають шумовими членами. Така форма запису використовується, тому, що існує стандартна техніка перетворення рівняння зі старшими похідними в систему рівнянь першого порядку за допомогою використання нових невідомих. Якщо {\displaystyle g_{i}} — константи, то кажуть, що система піддається адитивному шуму. Також розглядають системи з мультиплікативним шумом, коли {\displaystyle g(x)\propto x}. З цих двох розглянутих випадків адитивний шум — простіший. Розв'язок системи з адитивним шумом часто можна знайти використовуючи тільки метод стандартного математичного аналізу. Зокрема, можна використовувати звичайний метод композиції невідомих функцій. Однак, у випадку мультиплікативного шуму рівняння Ланжевена погано визначено в сенсі звичайного математичного аналізу і його необхідно інтерпретувати сенсі числення Іто або числення Статоновича.
У фізиці основним методом розв'язування СДР є пошук розв'язку у вигляді густини ймовірності та перетворенням початкового рівняння у рівняння Фоккера-Планка. Рівняння Фоккера-Планка — диференціальне рівняння з частинними похідними без стохастичних членів. Воно визначає часову еволюцію густини ймовірності, також як рівняння Шредінгера визначає залежність хвильової функції системи від часу в квантовій механіці або рівняння дифузії задає часову еволюцію хімічної концентрації. Також розв'язки можна шукати чисельними методами, наприклад за допомогою методу Монте-Карло. Інші методи знаходження розв'язків використовують інтегрування по траєкторіях, ця техніка базується на аналогії між статистичною фізикою та квантовою механікою (наприклад, рівняння Фоккера-Планка можна перетворити у рівняння Шредінгера за допомогою деякої заміни змінних), або розв'язком звичайних диференціальних рівнянь для моментів густини ймовірності.

### Теорія ймовірності
В теорії ймовірності (а також в її застосунках, наприклад фінансовій математиці) запис СДР дещо відрізняється від розглянутих вище. Цей запис робить більш наочною дещо незвичну природу випадкової функції від часу {\displaystyle \eta _{m}} з фізичного формулювання. Також цей запис використовують в публікаціях з числових методів розв'язування стохастичних диференційних рівнянь. За строгими математичними правилами {\displaystyle \eta _{m}} не може бути звичайною функцією, вона має бути узагальненою функцією. Математичне формулювання підходить до СДР з більшою точністю і строгістю ніж фізичне формулювання.
За звичай рівняння записується у вигляді:
{\displaystyle \mathrm {d} X_{t}=\mu (X_{t},t)\,\mathrm {d} t+\sigma (X_{t},t)\,\mathrm {d} B_{t},}
де {\displaystyle B} позначення Вінерівського процесу (Стандартного Броунівського руху).
Це рівняння треба розуміти як неформальний запис відповідного інтегрального рівняння
{\displaystyle X_{t+s}-X_{t}=\int \limits _{t}^{t+s}\mu (X_{u},u)\mathrm {d} u+\int \limits _{t}^{t+s}\sigma (X_{u},u)\,\mathrm {d} B_{u}.}
Це рівняння характеризує поведінку неперервного в часі стохастичного процесу Xt як суму звичайного інтегралу Лебега та інтегралу Іто.